# El Milagro (Cabimas)
El Milagro es uno de los sectores que conforman la ciudad de Cabimas en el estado Zulia (Venezuela), pertenece a la parroquia San Benito. 

## Ubicación
Se encuentra entre los sectores Federación I al norte (carretera H),  H5 al este (Av. 52), terrenos baldíos al sur  y el sector  Federación II al oeste (Av. 51).

## Zona Residencial
El Milagro es un sector poco poblado con pocas casas con grandes patios. Hacia la carretera H tiene algunos locales comerciales, como galpones. Hacia el sur del sector cuenta con un pequeño estadio de béisbol.

## Vialidad y Transporte
Sus calles principales son la carretera H y las avenidas 51 y 52 que lo delimitan. Los carros de H y Cabillas en su ruta alterna H5 pasan por ahí.